# Palazzo Omodei
Palazzo Omodei si trova a Grosotto, in provincia di Sondrio, in via Patrioti.

## Storia e descrizione
Di origine settecentesca, appartenne all'omonima famiglia.
Caratterizzato da armoniche proporzioni volumetriche, denota una certa semplicità nelle forme, con una pianta rettangolare e sviluppo per quattro piani, coperti a padiglione, con un'orditura in legno e manto in "piode" (lastre). Le facciate sono rivestite da intonaco liscio, con colorazione chiara, su cui si aprono le finestre di forma rettangolare (con architrave e con semplici cornici di pietra lavorata, alcune dotate di inferriate in ferro battuto lavorato) e due portali di accesso, uno lungo la via principale e l'altro sul lato est, dove si trova una piccola rampa di accesso pavimentata in risch (sassi di fiume murati irregolarmente in un letto di malta). I portali hanno una forma ad arco, con piedritti in pietra lavorata; quello laterale presenta nella chiave di volta uno stemma Omodei.
Due balconi, di diverse dimensioni, si affacciano sulla via con balaustre di ferro battuto. All'interno alcuni saloni conservano decorazioni a fresco del XIX secolo.